# William Wrigley Jr.
William Wrigley Jr. (ur. 30 września 1861 w Filadelfii, zm. 26 stycznia 1932 w Phoenix) – amerykański przedsiębiorca, twórca największego na świecie koncernu produkującego gumę do żucia.

## Życiorys
Urodzony 30 września 1861 w Filadelfii. Od 13 roku życia pracował jako sprzedawca mydła w firmie ojca. W 1891 roku osiadł jako sprzedawca w Chicago. Tam zaczął eksperymentować z promocją, dodając proszek do pieczenia do każdego opakowania mydła. W miarę wzrostu popularności gumy do żucia, zaczął dodawać do sprzedawanego mydła gumę. Z czasem porzucił sprzedaż mydła i proszku do pieczenia i skupił się wyłącznie na obrocie gumą do żucia.
W 1893 roku stworzył markę Wrigley’s Spearmint, której sprzedaż do 1908 sięgnęła miliona dolarów rocznie, oraz Juicy Fruit. W 1911 roku Wrigley przejął Zeno Manufacturing, która produkowała dla niego gumę i przemianował ją na Wm. Wrigley Jr. Company. W 1915 roku wysłał do wszystkich mieszkańców USA paczuszki z promocyjną i darmową gumą do żucia. W 1925 roku oddał kierowanie firmą synowi Philipowi i objął posadę szefa rady nadzorczej.
Zmarł 26 stycznia 1932 roku w Phoenix.